# Нову-Акорду
Нову-Акорду (порт. Novo Acordo) — муниципалитет в Бразилии, входит в штат Токантинс. Составная часть мезорегиона Восточный Токантинс. Входит в экономико-статистический микрорегион Жалапан. Население составляет  3 762 человека на 2010 год. Занимает площадь 2 674,682 км². Плотность населения — 1,41 чел./км².

## Демография
Согласно сведениям, собранным в ходе переписи 2010 г. Национальным институтом географии и статистики (IBGE), население муниципалитета составляет:
| Полное население                               | Полное население                               | Полное население                               | Полное население                               | 3 762 |
| ---------------------------------------------- | ---------------------------------------------- | ---------------------------------------------- | ---------------------------------------------- | ----- |
| в том числе:                                   | Городское население                            | 3 083                                          | Процент городского населения, %                | 81,95 |
|                                                | Сельское население                             | 679                                            | Процент сельского населения, %                 | 18,05 |
|                                                | Мужское население                              | 1 921                                          | Процент мужского населения, %                  | 51,06 |
|                                                | Женское население                              | 1 841                                          | Процент женского населения, %                  | 48,94 |
| Плотность населения, чел/км²                   | Плотность населения, чел/км²                   | Плотность населения, чел/км²                   | Плотность населения, чел/км²                   | 1,41  |
| Население муниципалитета в % к населению штата | Население муниципалитета в % к населению штата | Население муниципалитета в % к населению штата | Население муниципалитета в % к населению штата | 0,27  |

По данным оценки 2016 года население муниципалитета составляет 4 158 жителей.

## Статистика
- Валовой внутренний продукт на 2003 составляет 6.180.882,00 реалов (данные: Бразильский институт географии и статистики).
- Валовой внутренний продукт на душу населения на 2003 составляет 1.875,27 реалов (данные: Бразильский институт географии и статистики).
- Индекс развития человеческого потенциала на 2000 составляет 0,677 (данные: Программа развития ООН).

## Важнейшие населенные пункты
| № | Населённый пункт | Населённый пункт (порт.) | Категория | Население чел. (2010) | На карте                        |
| - | ---------------- | ------------------------ | --------- | --------------------- | ------------------------------- |
| 1 | Нову-Акорду      | Novo Acordo              | город     | 3 083                 | 9°57′54″ ю. ш. 47°40′39″ з. д.  |
| 2 | Примужениту      | Primogenito              | поселок   | 244                   | 10°08′05″ ю. ш. 47°46′19″ з. д. |